# Baba O'Riley
Singles de The Who
See Me, Feel Me
(1970) Won't Get Fooled Again
(1971)
Pistes de Who's Next
Bargain
Baba O'Riley est une chanson écrite par Pete Townshend du groupe rock britannique The Who. Elle apparaît sur leur album Who's Next (1971). C'est la première chanson de l'album sortie en single dans plusieurs pays européens mais pas au Royaume-Uni (ni aux États-Unis).
Son enregistrement a eu lieu au studio Olympic de Barnes en mai 1971. Le titre Baba O'Riley n'apparait à aucun moment dans la chanson, si bien que celle-ci est également connue sous le titre de Teenage Wasteland, tiré du refrain.

## Composition et production
Baba O'Riley est à l'origine une chanson écrite par Pete Townshend pour le projet Lifehouse, un opéra-rock qui devait être la suite de Tommy. C'est Ray, le fermier écossais, héros de l'album, qui devait la chanter, pour expliquer son exode en direction de Londres avec sa famille. Cette chanson est finalement combinée avec une autre pièce du projet Lifehouse, intitulée Teenage Wasteland, qui n'avait rien à voir avec Baba O'Riley.
Le titre de la chanson combine les deux influences philosophiques et musicales de Pete Townshend : (Meher) Baba et (Terry) Riley. Dans les notes écrites par Pete Townshend sur Who's Next, cette chanson est perçue comme une tentative pour transposer l'esprit de Meher Baba dans un ordinateur pour le transformer en musique. Cela aurait donné Meher Baba dans le style de Terry Riley : Baba O'Riley (« Baba de Riley »).
Baba O'Riley est remarquable pour la fusion innovante du son hard rock avec les premières expérimentations de synthétiseur de Pete Townshend (inspiré par le travail de Terry Riley) ainsi que pour la force des trois accords : fa, do, si bémol.
Le batteur du groupe Keith Moon a eu l'idée d'utiliser un solo de violon pour terminer la chanson. Il passe alors d'un rock éclatant à une musique presque tzigane, puis également irlandaise. Ce solo de violon est joué par Dave Arbus (en) du groupe progressif East of Eden. En concert, la piste du synthétiseur était préenregistrée, du fait de sa complexité et ce solo fut remplacé par un solo d'harmonica joué par Roger Daltrey.
La section de synthétiseur fut réduite d'une démo de 9 minutes jouée par Pete Townshend. Le matériel utilisé au départ était un synthétiseur ARP, mais il semble que la séquence répétitive soit jouée sur un orgue 1968 Lowrey Berkshire Deluxe TBO-1.
La chanson a été éditée en single en février 1972 mais n'a pas été distribuée en Grande-Bretagne et aux États-Unis, peut-être à cause du contexte politique brûlant en Irlande.

## Personnel
- Roger Daltrey – chant, harmonica (versions live uniquement)
- Pete Townshend – Orgue Lowrey, synthétiseur Arp 2600, piano, guitare, chant
- John Entwistle – basse
- Keith Moon – batterie
- Dave Arbus – violon

## Reprises
- Pendant le dernier concert de la tournée Vertigo Tour de U2, à Hawaii, Bono a chanté la première ligne de la chanson ("Out here in the fields") pendant les mesures d'ouverture de la pièce Who's Gonna Ride Your Wild Horses. Il expliqua que « c'est sûrement là que (The Edge) a piqué ça », en parlant des accords de guitare, ce qui a fait rire le reste du groupe et le public.
- Bethnal a repris le titre sur l'album Dangerous Times (1978).
- Pearl Jam joue régulièrement ce morceau des Who lorsqu'il est en tournée.
- Dropkick Murphys le joue à sa manière au cours de certains de ses spectacles.
- Nirvana l'a joué plusieurs fois en concert.
- Mr. Big l'a également joué en concerts dans les années 1990, (Women from Tokyo/Baba O'Riley, Album Raw Like Sushi II (1992)).
- Grateful Dead lors de concerts durant les années 1990.
- Racer X reprend le titre en concert.
- Interprété également par le Blue Man Group en concert (2007-2008), où une partie des synthés est remplacée par leurs instruments particuliers à percussion sur des tuyaux PVC. Et où le solo au violon est joué par Tracy Bonham.
- The Cube Guys a sorti une reprise dance electro en 2008.
- On peut aussi voir sur le clip des One Direction - Best Song Ever que l'intro est une "reprise" de cette chanson.

## Dans la culture populaire
Cette chanson est le générique de la série télévisée américaine Les Experts : Manhattan, mais on peut également l'entendre dans l'épisode Changement de direction (Control) de la première saison de la série Dr House, dans la première saison de la série What About Brian et dans l'épisode 22 de la cinquième saison de la série Dawson (Dawson's creek) : À Bout de course (où l'on peut voir Jen, le personnage joué par Michelle Williams, danser sur un fauteuil en faisant du playback sur cette chanson). Elle fait également l'ouverture de l'épisode Out Where The Buses Don't Run (Le Retraité) de la saison 2 de Deux flics à Miami (Miami Vice). On peut aussi l'entendre dans les films The Girl Next Door, Summer of Sam et Premium Rush. Elle illustre également une publicité pour Cisco Systems en mars 2007. On l'entend également dans la série Les Frères Scott dans l'épisode Au-delà des apparences. Elle a été entendue dernièrement dans le remake américain de la série Life on Mars, sortie à l'automne 2008. Teenage Wasteland fut aussi le titre de travail de la série That 70's Show. Cette chanson revient à quelques reprises dans la série Freaks and Geeks. Elle a également inspiré certains passages du film Wargames dont les morceaux des Who, quoique retouchés, ont illustré la rapidité des scènes et l'omniprésence des ordinateurs. Le père de Riley, dans la série Sense8, l'interprète à plusieurs reprises au ukulélé.
En 2019, une reprise de la chanson apparaît dans la saison 3 de la série Stranger Things.
En 2019, la chanson est utilisée dans le film Nous finirons ensemble de Guillaume Canet.
On entend aussi la chanson dans le film Top Gun: Maverick lors de l'entraînement des pilotes.
En 1998, la musique est également entendue dans le générique du film film d'animation de Pixar 1 001 Pattes.
La chanson a été classée 41e meilleure chanson britannique de tous les temps par XFM en 2010.

## Sources et liens externes
- Notes sur l'album et les chansons
- Paroles
- Tablatures pour guitare